# Berkshire
För andra betydelser, se Berkshire (olika betydelser).
Berkshire (brittiskt uttal [ˈbɑrkʃɪər]) är ett ceremoniellt grevskap i regionen Sydöstra England. Det ligger väster om London, och gränsar till Oxfordshire, Buckinghamshire, Greater London, Surrey, Wiltshire och Hampshire.
Det kallas också Det kungliga Berkshire (Royal Berkshire), en gammal beteckning som fick officiell status så sent som under 1930-talet. Det är ett av Englands äldsta grevskap, som kan dateras tillbaka till Alfred den stores gränsdefinieringar.
I Windsor, som ligger omedelbart söder om floden Themsen, ligger Windsor Castle. Norr om floden ligger Eton.
Namnet kommer från en stor björkskog som kom att kallas Bearroc, ett keltiskt ord.
I Bracknell Forest, ett av distrikten i Berkshire, spelades även delar av Harry Potter-filmerna in.

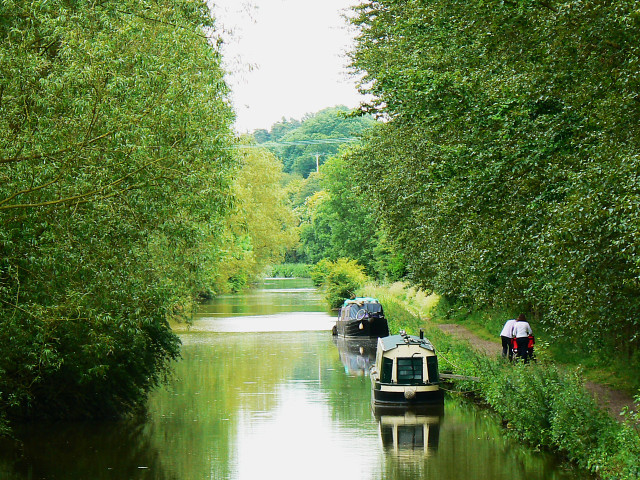
Kennet and Avon Canal löper genom Berkshire. Här ses kanalen vid Hungerford.

## Lokal förvaltning

Ingen lokal förvaltning finns på grevskapsnivå i Berkshire, utan all lokal förvaltning sköts av de sex enhetskommunerna (unitary authorities):
- Bracknell Forest (4)
- Reading (2)
- Slough (6)
- West Berkshire (1)
- Windsor and Maidenhead (5)
- Wokingham (3)

### Historik
Fram till 1974 hade Berkshire Abingdon som administrativ huvudort. Detta år överfördes Vale of White Horse (med Abingdon) till Oxfordshire, Slough från Buckinghamshire och Reading blev administrativ huvudort. Den 1 april 1998 blev det administrativa grevskapet Berkshire avskaffat, då alla de sex distrikten blev enhetskommuner.

## Kända personer från Berkshire
- David Cameron
- Catherine, hertiginna av Cambridge
- Emilia Clarke
- Ricky Gervais
- Dan Howell
- Kate Winslet
- Mike Oldfield